# 훠지러우판
훠지러우판(중국어 정체자: 火雞肉飯, 병음: huǒjīròufàn) 또는 후에께바쁭(민난어: hóe-ke-bah-pn̄g)은 대만 자이 지역의 칠면조고기 덮밥이다. 칠면조 기름을 뿌린 쌀밥에 삶아 찢은 칠면조고기를 올리고 튀긴 셜롯을 넣은 달콤한 간장 소스를 얹어 먹는 음식이며, 토핑으로 차이뽀 등을 올린다.
자이 칠면조고기밥(중국어 정체자: 嘉義火雞肉飯, 병음: huǒjīròufàn 자이 훠지러우판[*], 민난어: Ka-gī hóe-ke-bah-pn̄g 까기 후에께바쁭)으로도 불린다. 칠면조고기 대신 닭고기를 쓰기도 한다.

## 이름
중국어 "훠지러우판(火雞肉飯, huǒjī ròu fàn)" 및 민난어 "후에께바쁭(hóe-ke-bah-pn̄g)"은 "칠면조고기 밥"이라는 뜻이다. "훠지(火雞, huǒjī)/후에께(hóe-ke)"는 "칠면조"를 뜻하며, "러우(肉, ròu)/바(bah)"는 "고기"를, "판(飯, fàn)/쁭(pn̄g)"은 "밥"을 뜻한다.
자이현 현지에서는 지러우판(중국어 정체자: 雞肉飯, 병음: jī ròu fàn, 민난어: ke-bah-pn̄g 께바쁭)으로도 부르는데, "지(雞, jī)/께(ke)"는 "닭"이라는 뜻이지만, 같은 글지가 "칠면조"를 뜻하는 "훠지/후에께"에도 들어간다.

## 같이 보기
- 하이난 지판